# Óscar Romero
Oscar Arnulfo Romero y Galdámez (Ciudad Barrios, 15. kolovoza 1917. – San Salvador, 24. ožujka 1980.), salvadorski katolički svećenik, biskup i svetac iz San Salvadora.

## Životopis
Rodio se u mjestu Ciudad Barrios, a imao je šestero braće i sestara. Pohađao je javnu školu, koja je nudila samo prva tri razreda. Kad je to završio, do 12. ili 13. godine privatno ga je podučavala Anita Iglesias. U 13. godini ide u sjemenište u San Miguelu gdje ostaje 7 godina. Nakon toga ide u nacionalno sjemenište u San Salvadoru. Kasnije je upućen u Rim gdje je spavao u studentskom domu zajedno s ostalim latinoameričkim sjemeništarcima. Na polovici prve godine studija teologije na Gregoriani umire mu otac. Kad je 1939. izbio Drugi svjetski rat, većina njegovih prijatelja otišla je kući, ali je on ostao u Europi. Završio je studije, postao dotor teologije, i zaređen je za svećenika 1942. godine. Ipak, u Italiji nije dugo ostao jer ga je biskup pozvao u domovinu kad je imao samo 26 godina. 
Putovao je s prijateljem, posjetili su Kubu i Španjolsku, zadržani su nekoliko mjeseci u logoru, a onda poslani kući s Kube. Tamo je Oscar radio kao župnik, osnovao razne apostolske grupe, društvo liječenih alkoholičara, pomogao sagraditi i posvetiti katedralu u San Miguelu, gdje je služio preko 20 godina. Protivio se kršenju ljudskih prava, mučenju i ubojstvu svećenika. Kad je postao biskup, kasnije i nadbiskup, suočio se s radikalnim kolegama. Vršio je svoje poslanje temeljito i postao vođa oporbe desničarskoj vladi koja se popela na vlast 1979.
Tijekom njegovog nadbiskupskog vremena, ubijeno je 6 svećenika. Molio je SAD za pomoć, ali nije bilo odgovora. Ubijen je za služenja mise, a krv se priolila po oltaru, te navodno dospjela i u misno vino. Zadnje riječi su mu bile: "Neka se Bog smiluje ubojicama".
Njegovom pokopu prisustvovalo je 250.000 ljudi iz cijeloga svijeta, a kip mu je postavljen iznad Velikih Zapadnih vrata Westminsterske opatije u Londonu. Predstavlja jednog od 10 mučenika 20. stoljeća. U El Salvadoru ga zovu "San Romero". Bio je jedan od velikih latinoameričkih biskupa 20. stoljeća, koji su se poput njega i dom Heldera Camare snažno i odlučno zauzimali za prava obespravljenog naroda.

## Kao biskup
Kao biskup stao je na stranu siromašne većine stanovništva koja je trpjela pod diktaturom desničarskog režima bogate manjine. Ubijen je 24. ožujka 1980. godine u bolničkoj kapelici u kojoj je slavio misu. Svojim zauzimanjem za socijanu pravdu i prava siromašnih campesinosa postao je kamen spoticanja i znak osporavanja.
Proročkom upornošću i izdržljivošću trpio je udarce s desna i s lijeva, također i iz crkvenih krugova. Bio je prijatelj siromaha s kojima se rado susretao, s njima razgovarao ne samo o njihovim problemima, nego i kako da sam što bolje vrši svoju službu biskupa. 
Od salvadorskih vlasti, ostalih biskupa, nuncija, pa i američkog State Departmenta bio je lažno optuživan i sumnjičen u Vatikanu. Vladini eksadroni smrti koji su sijali smrt po cijeloj zemlji usmrtili su i Oscara Romera, misleći tako zaustaviti traženje pravde i prava za veliku većinu siromašnog stanovništva.
Nadbiskup Romero i danas je poznat i omiljen među salvadorskim siromasima, no mnogo je onih i među biskupima te salvadorskim vlastima koji ga i danas okrivljuju za politizaciju Crkve i uvođenje marksizma.
Na sve te optužbe on sam je još davno odgovorio: "Crkvu se progoni zato što uistinu želi biti Crkva Isusa Krista. Dok naviješta spasenje na drugom svijetu, ne uranjajući sama u realne probleme ovoga svijeta, poštuje ju se i hvali – čak ju se obasipa privilegijama. Ali ako ostane vjerna svom poslanju i ukaže na grijeh koji toliki broj ljudi baca u bijedu, ako naviješta nadu u pravedniji i ljudskiji svijet, progoni ju se i kleveće, naziva ju se subverzivnom i komunističkom." .... "Ovog sam tjedna dobio obavijest da sam na listi onih koji će sljedećih tjedana biti ubijeni. Želim, međutim, jasno reći da glas pravde nitko ne može ubiti."
Proglašen je blaženim 23. svibnja 2015. u Salvadoru.
Papa Franjo proglasio ga je svetim 14. listopada 2018. kao jednog od sedam kanoniziranih blaženika toga dana, jedan od proglašenih je i papa Pavao VI., svjetovnog imena Giovanni Battista Montini.
Njegov narod za koji je živio i umro već ga je (neslužbeno) kanonizirao i slavi ga kao mučenika. "Sensus fidelium" je odavno progovorio što misli i osjeća o nadbiskupu Romeru. 